# غي زهين
غي زهين (بالصينية: 葛振) هو لاعب كرة قدم صيني في مركز الدفاع، ولد في 23 يونيو 1987 في تشينغداو في الصين. لعب مع جيجيانغ غرينتاون.

## وصلات خارجية
- غي زهين على موقع قاعدة بيانات كرة القدم.إي يو (الإنجليزية)
- غي زهين على موقع Soccerway.com (الإنجليزية)